# Стамен Белчев
Вижте пояснителната страница за други личности с името Белчев.
Стамен Димитров Белчев е бивш български футболист, нападател.

## Биография
Роден е на 7 май 1969 г. в Хасково. Играл е за Хасково, Локомотив (Горна Оряховица), Етър и Берое. В А група има 100 мача и 21 гола. През 2016 г. влиза щаба на Любослав Пенев в Литекс (Ловеч). От лятото поема втория отбор на ЦСКА във Втора лига. На 27 ноември 2016 г. поема първия отбор на ЦСКА (София). На 1 май 2018 г. Белчев бива уволнен от ЦСКА. На 2 юли 2020 г. Белчев се завръща начело на ЦСКА. На 25 октомври 2020 г. Белчев бива уволнен от ЦСКА (София), поради незадоволителни резултати в Първа лига и Лига Европа. На 14 април 2024 се завръща на поста старши треньор на ЦСКА.

## Статистика по сезони
- Хасково – 1988/89 – Б група, 8 мача/2 гола
- Хасково – 1989/90 – Б група, 23/5
- Хасково – 1990/91 – А група, 27/6
- Хасково – 1991/92 – Б група, 36/14
- Хасково – 1992/93 – А група, 29/8
- Хасково – 1993/94 – Б група, 28/12
- Локомотив (ГО) – 1994/95 – А група, 25/6
- Локомотив (ГО) – 1995/96 – Б група, 34/6
- Локомотив (ГО) – 1996/97 – Б група, 18/3
- Етър – 1997/пр. - А група, 12/1
- Хасково – 1997/98 – Б група, 26/4
- Хасково – 1998/99 – Б група, 27/8
- Хасково – 1999/00 – Б група, 25/18
- Берое – 2000/01 – А група, 7/0
- Хасково – 2001/пр. - Б група, 9/2
- Хасково – 2001/02 – В група, 17/4

## Отличия
- Треньор №2 на България за 2020 година